# HTC 센스

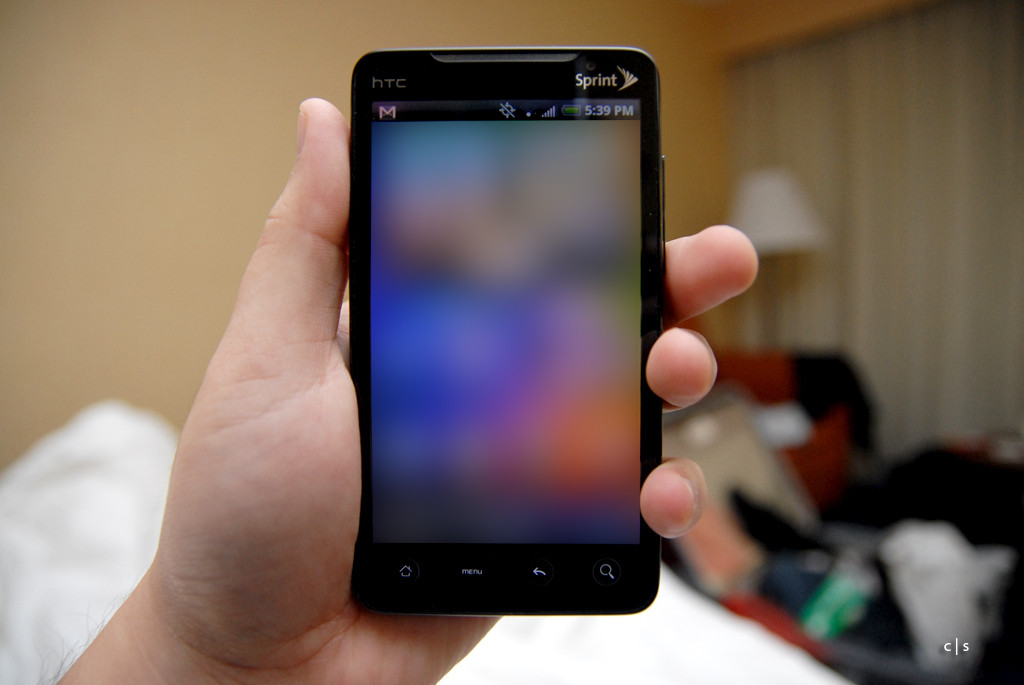

HTC 센스(HTC Sense)는 HTC에서 제작한 스마트폰 전용 GUI이다. 다른 제조사의 안드로이드 사용자 인터페이스에 비해 상당히 양질의 성능을 선보이는 사용자 인터페이스로도 유명하다. TouchFLO 3D 기반의 사용자 인터페이스이며, 윈도우 모바일에서도 구동된다. 독자 제작 lib 파일 또는 jar, so 파일이 많이 탑재되어 있어 최상급의 개발 실력을 요하는 사용자 UI이기도 하다.

## HTC 센스 애플리케이션
HTC 센스에서는 기본 안드로이드 애플리케이션을 기반으로 하거나 기존 애플리케이션을 고쳐 센스 전용 애플리케이션을 탑재하였다.
탑재되거나 고쳐진 센스 애플리케이션
- 계산기 (Sense Caculator)
- 캘린더 (Sense Calendar): SNS와 연동[출처 필요]하게 할 수 있음.
- 카메라 (Sense Camera)
- 전화번호부 (Sense Contacts): SNS와 연동하여 자동으로 전화번호부를 불러올 수 있음.
- 탁상 시계 (Sense Desk Clock): 디자인 변경.
- 전등 (Sense Flashlight)
- 풋프린트 (Footprint): 자신이 다녀간 장소를 저장할 수 있음.
- 프렌드 스트림 (Friend Stream): SNS 친구의 글을 실시간으로 확인할 수 있음.
- 갤러리 (Sense Galery): 기본 갤러리보다 더욱 직관적으로 변경.
- HTC Hub (HTC 센스 2.0 이상): HTC 제품에 최적화된 애플리케이션이나 배경화면, 벨소리 등을 다운로드 받을 수 있는 곳.
- HTC Likes (HTC 센스 2.0 이상): HTC 전용 애플리케이션 마켓.(센스 3.6이상부터는 HTC Hub로 통합되었다.)
- HTC Watch (HTC 센스 3.0 이상): HTC 전용 무비스토어.
- 인터넷 (Sense Internet Browser): 기본 브라우저의 직관성을 더 향상시킴.
- 메일 (Sense Mail): 푸시 시스템 강화.
- 거울 (Mirror, HTC 센스 2.1 이상)
- 뮤직 플레이어 (Sense Music Player): 퍼포먼스 강화.
- 플러크 (Plurk): 아시아태평양 지역 외에는 포함되지 않음.
- 퀵 룩업 (Quick Lookup): 인터넷 텍스트를 선명하게 보여줌.
- 리더 (Reader, HTC 센스 2.0 이상)
- 증권 (Stocks)
- 데이터 이동 (Transfer Data, HTC 센스 2.0 이상)
- 핍 (Peep): HTC용 트위터 애플리케이션
- 날씨 (Weather): 홈 화면에 날씨 애니메이션 보여줌.

특화 기능
- Beats AudioTM - 중저음 기반의 음장효과.[1]
- 드롭박스 20GB 기본 추가지원 - 센스 4.0 버전부터 지원.

## HTC 센스 버전

### 센스(2009)
안드로이드의 컵케이크 기반 환경에서 구동된다. 대표 적용 기기는 hTC 히어로이다. 페이스 북과 트위터등 소셜 네트위크의 기능을 맡는 응용 프로그램이 적게 들어 있던 것이 특징이다.

### 에스프레소 센스(2010)
에스프레소는 T-Mobile의 MyTouch 브랜드의 장치에 탑재된 센스를 말한다. 센스의 모든 응용 프로그램과 위젯을 제공하지만 기존의 초록색이 아닌 파란색으로 표시색이 바뀐 것이 특징이다.

### 센스 1.0(2010)
안드로이드의 이클레어, 프로요 기반 환경에서 구동된다. 주로 보급형 스마트폰에 들어가는 센스 버전이다.

### 태블릿 센스 1.1(2010)
안드로이드의 허니콤 기반 환경에서 구동된다.(허니콤은 안드로이드의 태블릿 전용 운영체제이다.)

### 센스 1.5(2010)
안드로이드의 이클레어, 프로요 기반 환경에서 구동된다. 주로 보급형 스마트폰에 들어가는 센스 버전이다.

### 센스 1.9(2010)
안드로이드의 이클레어, 프로요, 진저브레드 기반 환경에서 구동된다. 지원 기기는 1.0으로 출시된 대부분의 폰이다. 주로 보급형 기기에 탑재되나, 이전에 나온 스마트폰(디자이어, 넥서스원 등)에도 비공식으로 지원한다.

### 센스 2.0(2010)
안드로이드의 이클레어, 프로요, 진저브레드와 윈도 모바일 6.5 기반 환경에서 구동된다. 비공식적으로 구글의 안드로이드 레퍼런스폰인 넥서스 원도 지원한다.

### 센스 2.1(2010)
안드로이드의 허니콤 기반 환경에서 구동된다. 특징으로는 홈화면에서 3D 효과를 지원한다.

### 센스 3.0(2011)
안드로이드의 진저브레드 기반 환경에서 구동된다. 홈화면 3D 효과를 지장 없이 발휘할 수 있는 듀얼 코어용 센스이다. 비공식적으로 싱글 코어 스마트폰에도 올릴 수 있다. 타사의 홈런처보다 램 점유율이 상당히 높아 하이엔드 스마트폰에만 들어가며, 배터리 소모도 심하다. 2011년 12월 16일, 21일을 기준으로 중화인민공화국에서 출시한 디자이어 HD는 센스 3.0이 HTC 싱글 스마트폰 중 최초로 공식 업데이트되었다. 한국은 2012년 1월달부터 서비스센터 업그레이드와 OTA 업그레이드를 지원 중이며, 2012년 1월 30일 현재 디자이어 HD와 인크레더블 S는 OTA로 업그레이드를 지원하고 있다

### 센스 3.5(2011)
안드로이드의 진저브레드 기반 환경에서 구동된다. 주로 2011년 3분기에 론칭된 HTC 스마트폰에 탑재되며, 싱글 코어와 듀얼 코어 모두 탑재 가능하게 만들었다. 3D 기능은 전 버전(3.0)과 같이 구현된다. 센스 3.0의 단점 중 하나였던 센스 런처 램 점유율 문제와 화면이 넘어가는 속도가 개선되었다. 또한 자이로스코프 센서를 이용한 휴대폰 화면 모드 변경 애니메이션을 개선시켰다. 2012년 1월 30일 현재 EVO 4G+와 레이더 4G는 OTA로 센스 3.5 업그레이드를 지원하고 있다. 센세이션은 EVO 4G+와 레이더 4G의 우선개발로 인해 센스 3.5 마이너 업데이트에서 제외되었다.

### 센스 3.6(2012)
안드로이드의 아이스크림 샌드위치 기반 환경에서 구동된다. 2011년 4분기에 출시된 스마트폰이나 아이스크림 샌드위치 업그레이드가 확정된 스마트폰 중에서 센스 3.5의 마이너 업그레이드로 포함되는 센스 버전이다. 주로 센스 3.5의 자잘한 버그나 디자인 등을 약간 변경한 버전이다. 구글의 가이드라인을 따르기 위해 기존 독바 디자인을 폐기하고 순정 아이스크림 샌드위치의 디자인으로 변경되었다. 국내에서는 최초로 센세이션이 센스 3.6의 업그레이드를 제공받았다.

### 센스 4.0(2012)
안드로이드의 아이스크림 샌드위치 기반 환경에서 구동된다. 2012년 1분기 발표된 스냅드레곤 S4 세대의 스마트폰이나 테그라 3의 프로세서를 탑재한 스마트폰에서 주로 탑재되었으나, One V가 스냅드레곤 S2를 탑재하고 출시되어 전 세대 스마트폰의 업그레이드도 가능한 걸로 판정되었다. 아이스크림 샌드위치의 인터페이스와 비슷하게 센스를 수정하였다. 센스 4.0은 버전이 두 가지로 나뉘는데, 하이엔드급 폰에 사용되는 풀센스(Full Sense)와, 보급형 폰에 사용되는 라이트센스(Lite Sense)가 존재한다. 기존 센스 버전에서 존재하던 퀵 토글바는 구글의 가이드라인에 맞추기 위해 제거되었다. 기본 제공되는 비츠 음장은 기존 소프트웨어 탑재 방식에서 하드웨어 회로 탑재식으로 변경되었다. 또한 이번 One 시리즈는 구글의 가이드라인을 맞추기 위해 기존에 고수하였던 4버튼+(트랙볼)에서 3버튼 (뒤로가기, 홈, 멀티태스킹)으로 변경되었다.

### 센스 4.1(2012)
안드로이드의 아이스크림 샌드위치 기반 환경에서 구동된다. 2012년 1분기에 발표된 스냅드레곤 S4 세대의 스마트폰이나 테그라 3의 프로세서를 탑재한 스마트폰에서 주로 탑재되었으나, One V가 스냅드레곤 S2를 탑재하고 출시되어 전 세대 스마트폰의 업그레이드도 가능한 걸로 판정되었다. 아이스크림 샌드위치의 인터페이스에 비슷하게 센스를 수정하였다. 센스 4.0은 버전이 두 가지로 나뉘는데, 하이엔드급 폰에 사용되는 풀센스(Full Sense)와, 보급형 폰에 사용되는 라이트센스(Lite Sense)가 존재한다. 기존 센스 버전에서 존재하던 퀵 토글바는 구글의 가이드라인에 맞추기 위해 제거되었다. 기본 제공되는 비츠 음장은 기존 소프트웨어 탑재 방식에서 하드웨어 회로 탑재식으로 변경되었다. 또한 이번 One 시리즈는 구글의 가이드라인을 맞추기 위해 기존에 고수하였던 4버튼+(트랙볼)에서 3버튼 (뒤로가기, 홈, 멀티태스킹)으로 변경되었다.

### 센스 4+(2012)
안드로이드의 젤리빈 기반 환경에서 구동된다. 2012년 하반기에 발표된 테그라 3 프로세서를 탑재한 One X+에서 처음 선을 보였다. 이후 풀센스와 라이트 센스로 나뉘어 One X+가 나오기 이전에 나온 모델들 중 최근에 나온 모델들을 업그레이드 하였다. 원 명칭은 센스 4+이나 많은 매체에서는 이전에 센스 4.5로 부른 적도 있다.

### 센스 5(2013)
안드로이드의 젤리빈 기반 환경에서 구동된다. 2013년 1분기에 발표된 스냅드레곤 600 프로세스를 탑재한 원과 함께 발표되었다. 소셜 네트워크 서비스를 기존의 프렌드 피드에서 한단계 진화한 갤러리 형식으로 볼 수 있는 hTC 블링크피드가 탑재된 것과 같은 형식이면서 사진과 동영상을 동시에 볼 수 있는 갤러리 형식의 Zoe이 특징이다.

### 센스 6 (2014)
안드로이드의 킷캣 기반 환경에서 구동된다. 2014년 1분기에 발표된 스냅드래곤 801 프로세스를 탑재한 M8과 함께 발표 되었다.

### 기타 센스
페이스북 폰 전용 센스
안드로이드의 진저브레드를 기반으로 한 센스이다. 특이한 점은 페이스북 버튼이 있는 폰에서 페이스북에 최적화되어 만들어진 센스라는 점이다.
센스 2.1 + 3.0 (믹스센스)
안드로이드의 진저브레드를 기반으로 한 애프터마켓 펌웨어이다. 실제 믹스센스는 HTC에서 공식 지원되지 않으며, 개인 개발자들이 개발하여 배포한다. 일반적으로 센스 2.1을 기반으로 센스 3.0의 위젯이나 개인 설정, 잠금화면 등을 추출하여 포팅한 것이 믹스센스이다. 주로 센스 3.0의 불안정감 때문에 믹스센스를 이용하기도 한다. 루팅과 부트로더 언락을 필요로 한다. 종종 다른 제조사의 스마트폰에 포팅되어 배포되기도 한다.

## HTC 센스가 탑재되어 있는 기기들

### 센스
- 타투 - 한국 미출시폰
- 드로이드 에리스 - 한국 미출시폰
- 히어로 / 히어로 CDMA - 한국 미출시폰

### 에스프레소 센스
- T-Mobile 마이 터치 3G 슬라이드 - 한국 미출시폰 / 에스프레소 센스 1.0
- T-Mobile 마이 터치 4G - 한국 미출시폰 / 에스프레소 센스 2.0
- T-Mobile 마이 터치 4G 슬라이드 - 한국 미출시폰 / 에스프레소 센스 3.0

### 센스 1.0
- 디자이어 - 2010년 5월 SKT를 통해 한국 출시
- 레전드 - 2010년 8월 KT를 통해 한국 출시
- 와일드파이어 - 2010년 10월 SKT를 통해 디자이어 팝이라는 이름으로 한국 출시
- 이보 4G - 한국 미출시 폰
- 이보 쉬프트 4G - 한국 미출시 폰
- 아리아 / 그래티아 - 한국 미출시 폰
- 드로이드 인크레더블 - 한국 미출시 폰

### 센스 1.1
- 플라이어 4G - 한국 출시 이전의 버전 한국 출시 당시 센스 2.1로 출시되었다.
- 제트스트림 - 한국 미출시 태블릿

### 센스 1.5
- 마지 - 한국 미출시 폰

### 센스 2.0
- 디자이어 - 2010년 9월 업그레이드 지원
- 디자이어 HD - 2010년 11월 KT를 통해 출시
- 인크레더블 S - 2011년 6월 KT를 통해 출시
- HD2 - 2010년 6월 SKT에서 출시(운영체제가 안드로이드가 아니라 윈도 모바일 6.5 프로페셔널로 출시되었다.)
- 디자이어 Z - 한국 미출시 폰
- 와일드파이어 S - 한국 미출시 폰

### 센스 2.1
- 플라이어 4G - 2011년 7월 KT를 통해 한국 출시
- 제트스트림 - 업그레이드 지원 / 한국 미출시 태블릿
- 와일드파이어 S - 업그레이드 지원 / 한국 미출시 폰
- 차차 - 한국 미출시 폰(태블릿용이 아닌 매니저용 센스 2.1이 탑재되었다.)

### 센스 3.0
- 디자이어 HD - 2012년 1월 업그레이드 지원
- 인크레더블 S - 2012년 1월 업그레이드 지원
- 센세이션 - 2011년 5월 SKT를 통해 한국 출시
- EVO 4G+ - 2011년 7월 KT를 통해 한국 출시
- 레이더 4G - 2011년 9월 SKT를 통해 한국 출시
- EVO 3D - 한국 미출시 폰
- 디자이어 S - 한국 미출시 폰
- 익스플로러 - 한국 미출시 폰
- 센세이션 XE - 한국 미출시 폰

### 센스 3.5
- 레이더 4G - 2012년 1월 업그레이드 지원
- EVO 4G+ - 2012년 1월 업그레이드 지원
- 센세이션 XL - 2011년 5월 KT를 통해 한국 출시
- EVO 3D - 업그레이드 지원 / 한국 미출시 폰
- 익스플로러 - 업그레이드 지원 / 한국 미출시 폰
- EVO 다지인 4G - 한국 미출시 폰
- EVO 어메이징 4G - 한국 미출시 폰
- 라임 - 한국 미출시 폰
- 리자운드 - 한국 미출시 폰

### 센스 3.6
- 센세이션 - 2012년 5월 업그레이드 지원
- 레이더 4G - 2012년 5월 업그레이드 지원
- EVO 4G+ - 2012년 6월 업그레이드 지원
- 센세이션 XL - 업그레이드 지원 예정 / 한국 지사 철수로 업그레이드 일정은 잠정 보류(비공개)
- 센세이션 XE - 업그레이드 지원 / 한국 미출시 폰
- EVO 3D - 업그레이드 지원 / 한국 미출시 폰
- EVO 다지인 4G - 업그레이드 지원 / 한국 미출시 폰
- EVO 어메이징 4G - 업그레이드 지원 / 한국 미출시 폰
- 라임 - 업그레이드 지원 / 한국 미출시 폰
- 리자운드 - 업그레이드 지원 / 한국 미출시 폰

### 센스 4.0
- 원 X - 한국 미출시 폰(풀센스)
- 원 XL - 한국 미출시 폰(풀센스)
- 원 S - 한국 미출시 폰(풀센스)
- 원 SV - 한국 미출시 폰(풀센스)
- 원 V - 한국 미출시 폰(라이트 센스)
- 이보 4G LTE - 한국 미출시 폰(풀센스)
- 드로이드 인크레더블 4G LTE - 한국 미출시 폰(풀센스)
- 디자이어 C - 한국 미출시 폰(라이트 센스)
- 디자이어 V - 한국 미출시 폰(라이트 센스)
- 디자이어 VC - 한국 미출시 폰(라이트 센스)
- 디자이어 X - 한국 미출시 폰(라이트 센스)

### 센스 4.1
- 원 X -  업그레이드 지원 / 한국 미출시 폰(풀센스)
- 원 XL - 업그레이드 지원 / 한국 미출시 폰(풀센스)
- 원 S - 업그레이드 지원 / 한국 미출시 폰(풀센스)
- 원 SV - 업그레이드 지원 / 한국 미출시 폰(풀센스)
- 이보 4G LTE - 업그레이드 지원 / 한국 미출시 폰(풀센스)
- 드로이드 인크레더블 4G LTE - 업그레이드 지원 / 한국 미출시 폰(풀센스)

### 센스 4+
공식 지원 확정 스마트폰
- 원 X - 업그레이드 지원 / 한국 미출시 폰(풀센스)
- 원 XL - 업그레이드 지원 / 한국 미출시 폰(풀센스)
- 원 S - 업그레이드 지원 / 한국 미출시 폰(풀센스)
- 원 SV - 업그레이드 지원 / 한국 미출시 폰(풀센스)
- 이보 4G LTE - 업그레이드 지원 / 한국 미출시 폰(풀센스)
- 원 X+ - 한국 미출시 폰(풀센스)
- 버터플라이 / 드로이드 DNA - 한국 미출시 폰(풀센스)

### 센스 5
- 원 - 한국 미출시 폰
- 버터플라이 J / 드로이드 DNA - 업그레이드 지원 예정 / 한국 미출시 폰
- 버터플라이 S- 업그레이드 지원 예정 / 한국 미출시 폰
- 원 X+ - 업그레이드 지원 예정 / 한국 미출시 폰
- 원 X - 업그레이드 지원 예정 / 한국 미출시 폰
- 원 XL - 업그레이드 지원 예정 / 한국 미출시 폰
- 원 S - 업그레이드 지원 예정 / 한국 미출시 폰
- 원 맥스 - 업그레이드 지원 예정 / 한국 미출시 폰

### 센스 6
- M8 - 한국 미출시 폰
- 원- 한국 미출시 폰/ 업그레이드 예정.
- 버터플라이 S 한국 미출시 폰/ 업그레이드 예정.
- 원 맥스한국 미출시 폰/ 업그레이드 예정.

### 기타 센스(페이스북 센스)
- 살사 - 한국 미출시 폰

## HTC 센스의 비공식 탑재 사례
이 밖에도 xda 포럼이나 국내외 많은 개발자들로 인해 공식 지원 받지 않아도 다음 센스를 사용할 수 있는 경우가 있다.(비공식 기기인 경우 국내 출시폰을 기준으로 삼으며 원 X 출시 이후부터 나오는 폰은 국내 출시를 하지 않아도 기재하였다.)
지원 스마트폰 (HTC)
- 디자이어 - 2.1 지원 / 2.1 + 3.0 믹스 센스 지원 / 3.0 지원 / 3.5지원
- 디자이어 HD - 2.1 + 3.0 믹스 센스 지원 / 3.0 지원 / 3.5지원 / 4.0지원 / 4.1지원
- 넥서스 원 - 2.0 지원 / 2.1 + 3.0 믹스 센스 지원 / 3.0 지원 / 3.5지원 / 4.0지원 / 4.1지원
- HD2 - 안드로이드 운영체제와 그에 맞는 2.0 지원 / 안드로이드 운영체제에서 2.1 + 3.0 믹스 센스 지원 / 안드로이드 운영체제에서 3.0 지원 / 3.5지원
- 인크레더블 S - 3.5지원 / 3.6지원 / 4.0지원 / 4.1지원
- 센세이션 - 3.5지원 / 3.6지원 / 4.0지원 / 4.1지원
- EVO 4G+ - 4.0지원 / 4.1지원
- 레이더 4G - 4.0지원 / 4.1지원
- 센세이션 XL - 4.0지원 / 4.1지원

지원 스마트폰 (모토로라 모빌리티)
- 디파이 - 2.1 + 3.0 믹스 센스 지원
- 모토글램 - 2.1 + 3.0 믹스 센스 지원

지원 스마트폰 (삼성전자)
- 넥서스 S - 2.1 + 3.0 믹스 센스 지원 / 4.0 지원 / 4.1지원
- 갤럭시 넥서스 - 4.0 지원 / 4.1지원

지원 스마트폰 (LG전자)
- 싸이언 옵티머스 원 - 2.1 + 3.0 믹스 센스 지원(해외판에 한하며 HTC Hero 센스 기반으로 개발된 믹스 센스를 지원한다.)

## 같이 보기
- HTC
- HTC 센스를 탑재한 스마트폰 목록
- 다른 안드로이드 기기 제조사들의 UI
  - 삼성 터치위즈
  - 모토블러 - 모토로라
  - 소니 레이첼 UI
  - 델 스테이지 UI
  - LG 옵티머스 UI
  - 팬택 플럭스
  - KT테크 테이크 UI
  - 샤프 필 UX
  - 화웨이 이모션 UI
  - MIUI
  - NTT도코모 팔레트 UI